# 种师道
种师道（1051年—1126年），字彝叔，洛陽（今屬河南）人。原名建中，因为避讳宋徽宗建中靖国的年号，改名为师极，后被徽宗御赐名为师道。北宋末年名将。为种世衡第七子种记的长子，人称老种经略相公，弟种师中称小种经略相公。

## 生平
少從张载，在朝廷郊祀恩补为三班奉直（从九品武官阶）。历任成州推官、熙州推官、原州通判。宋徽宗崇宁初，以“诋诬先政”被列入奸党，赋闲近十年。徽宗大观末年，以武功大夫（武阶，第十五阶，正七品）、忠州刺史（遥郡刺史）、泾原路都钤辖（实际差遣）、知怀德军（实际差遣）。迁任知西安州事，不久，又迁任知渭州事，迁龙神卫四厢都指挥使（禁军军职，从五品）、洺州防御使（阶官，正任防御使，从五品）。后帅陕西、河东兵攻臧底城，八日即攻克。进侍卫亲军马军副都指挥使（禁军军职，正五品）、应道军承宣使（阶官，正任承宣使，正四品）。后为都统制（军职），拜保静军节度使（阶官，从二品），从童贯攻燕京，所献策不用，以右卫将军（环卫官，从四品）致仕，童贯以刘延庆代之，延庆败，复起为宪州刺史（阶官，正任刺史，从五品），知环州。俄复保静军节度使。 
宋末金兵圍攻東京，加检校少保（检校官，第六阶）、静难军节度使，种师道时任泾原路经略宣抚使，亲督泾原路、秦凤路兵驰援，沿途张榜宣称“种少保领西兵百万来”，大大地鼓舞了汴京的抗金士气。天下人因其年74岁，称其「老种」。率军至京后，拜同知枢密院事（差遣），充河北河东宣抚使（差遣）。宋金和议，金人退兵，种师道请求朝廷准许追击金军，遭免职。
但其後被濡奪兵權，罷為中太一宮使（祠祿官）。後爲太尉（武階，第一階，正二品）、檢校少師（檢校官，第四階）、鎮洮軍節度使、河北，河東宣撫使（差遣），屯滑州。
靖康元年十月以病卒，年七十六，贈開府儀同三司（贈官，文階，第一階，從一品）。紹興三年（1133年）六月，加赠少保（贈官，三孤，正一品），諡号忠憲。《宋史》卷三三五、《東都事略》卷一〇七有傳。

## 靖康之難前后
1125年金軍第一次伐宋時，只有完顏宗望的金國東路軍參與圍攻開封。完顏宗翰的金國西路軍不但在太原被絆住，而且又拒絕完顏宗望提出的隔斷西軍的部署，以至种师道率十萬西軍順利趕到開封，完顏宗望被動后撤到開封西北遠郊扎營寨。姚平仲軍劫完顏宗望營寨被全殲一事，有人指是投降派李邦彦、李棁為逼主戰派李綱、种師道議和而透露給奸細邓珪所致。劫寨失敗以后，李綱、种師道被撤銷軍權。金兵復至開封城下，宋钦宗大恐，遣使說：「初不知其事，且將加罪其人。」
完顏宗望再攻城時被西軍擊退，于是逼迫宋欽宗以割讓黃河以北給金國的代價停止进攻，临走前派人入城辞行，并送来一封拜辞信，说是「非不欲诣阙廷展辞，少叙悃愊，以在军中，不克如愿，谨遣某某等充代辞使副，有些少礼物，具于别幅，谨奉书奏辞。」完顏宗望退軍之時，种師道之弟种師中率领的西軍精銳秦凤军三万人开到開封，种师道即命他率部尾随金军之后，俟其半渡而击之，消滅其尚在南岸的一半以绝后患。李纲也建议用澶渊故事“护送”金军出境，密告诸将有机会就纵兵追击。宋欽宗也同意李纲表面上的建议，派军十万，紧紧“护送”。但吴敏、唐恪、耿南仲等派人在黄河边上树立大旗，严令军队不得绕过大旗赶金军，否则一概处死。
以后种师道又提出亡羊补牢的办法，建议集合大军驻屯黄河两岸，防止金军再次渡河，预为下次“防秋”之计。宋欽宗准奏施行，不久又被吴敏、唐恪、耿南仲等大臣壓倒，认为万一金军不来这笔巨大的军事费用會被浪費，拒绝采用种师道之言。种师道气愤致疾，以至病死。李纲則被外調河北河东宣抚使，无所作为，最后被逐到江西。

## 后续
靖康元年闰十一月丙辰日（1127年1月9日）开封城破之時，宋钦宗后悔道：「朕不用种師道言，以至於此！」

## 家族
- 曾祖：种昭衍，赠太保
- 曾祖母：徐氏，赠广平郡夫人
- 祖：种世衡，赠太傅
- 祖母：刘氏，赠晋宁郡夫人
- 父：种记，赠太师
- 母：尹氏，赠永国夫人
- 弟：种师中
- 妻：尹氏，赠宜春郡夫人
- 子：种浩，迪功郎，死于种师道前
- 子：种溪，保义郎、閤门祗候，死于种师道前。
- 孙：种彦崇，死于兵祸
- 孙：种彦崧，早夭